# Jules Ottenstadion
Jules Ottenstadion – nieistniejący stadion piłkarski w Gentbrugge (w aglomeracji Gandawy), funkcjonujący w latach 1920–2013, jako domowy obiekt KAA Gent. Nazwany na cześć Julesa Ottena (ówczesnego skarbnika i jednego z założycieli KAA Gent) a otwarty 22 sierpnia 1920 przez późniejszego króla Belgów – księcia Leopolda III, z myślą o rozpoczynającym się tydzień później turnieju piłkarskim igrzysk olimpijskich w Antwerpii. Pojemność jego trybun wynosiła 12 919 miejsc. Obiekt zamknięto w 2013 r., po oddaniu do użytku Ghelamco Areny – nowego stadionu KAA Gent. W kolejnych miesiącach Jules Ottenstadion został wyburzony (rozbiórkę zaczęto 10 września 2013), a na jego miejscu zaprojektowano osiedle mieszkaniowe o nazwie Ecowijk Gantoise.